# Плавание на летних Олимпийских играх 1980 — комбинированная эстафета 4×100 метров (мужчины)
Мужская плавательная комбинированная эстафета на 4 × 100 метров на летних Олимпийских играх 1980 прошла в Москве (СССР) 24 июля 1980 года в СК «Олимпийский». В соревновании участвовали 13 команд. Утром прошли 2 квалификационных заплыва, а 8 лучших команд выходили в вечерний финал.
США — сборная которых побеждала на всех олимпиадах в этой спортивной дисциплине начиная с 1960-го года, в Играх 1980 года участия не принимала. Как следствие, фаворитами финального заплыва стали команды «хозяев» Олимпиады, Великобритании и Швеции. Однако вопреки прогнозам «золото» взял австралийский квартет (Quietly Confident Quartet) Марк Тонелли (баттерфляй), Марк Керри (на спине), Питер Эванс (брасс) и Нил Брукс (вольный стиль). Второе место заняли пловцы команды Советского Союза, а бронзовую медаль получили британцы. Сборная Швеции была дисквалифицирована в предварительных заплывах. Эта эстафета стала единственной, которую не выиграли спортсмены из США.

## Предыстория
Летние Олимпийские игры 1980 были пропущены большим количеством стран, не участвовавших в Играх по политическим причинам. В результате, несколько фаворитов мужской комбинированной эстафеты 4 × 100 м не приняли участия в соревнованиях. Примечательно было и отсутствие американских пловцов, которые выиграли все эстафеты подобного типа (первая прошла на Играх-1960), в основном — с большим преимуществом, и в будущем выиграли все последующие комбинированные эстафеты. К тому же, они являлись действующими на тот момент чемпионами мира. Игры также пропускали представители ФРГ, серебряные призёры прошлой эстафеты.
Сборные Швеции, Великобритании и СССР были фаворитами состязаний. За несколько дней до эстафеты, хозяева Игр, СССР, выиграли две серебряные медали в заплывах на 100 м на спине и брассом. Это сделали Виктор Кузнецов и Арсен Мискаров соответственно, тогда как пловцы баттерфляем (Евгений Середин) и вольным стилем (Сергей Копляков) заняли пятое и четвертое места соответственно в своих дисциплинах на этой же дистанции. В сборной Великобритании был победитель на дистанции 100 м брассом Данкан Гудхью, и занявший 5-е место в заплыве на 100 м на спине Гэри Абрахам. Шведские пловцы баттерфляем (Пер Арвидссон) и на спине (Бенгт Барон) выиграли золото в соответствующих заплывах на 100 м, а их пловец вольным стилем Пер Хольмерц стал вторым в своём стиле на этой же дистанции. Самое низкое место в личных заплывах занял пловец брассом Питер Берггрен. Он стал только девятым.
Австралийцы хоть и числились в фаворитах в борьбе за медали, но большинство экспертов не рискнули отдать медали австралийцам, ставя их седьмыми из 13 стран, согласившихся принять участие в этой эстафете. В пяти предыдущих подобных эстафетах австралийцы выиграли две медали: серебряную в 1960 в Риме (это была первая олимпийская комбинированная эстафета), и бронзовую через 4 года в Токио. Условно Австралия представлялась куда слабее фаворитов гонки: только Питер Эванс выиграл медаль в индивидуальных соревнованиях, взяв «бронзу» в 100-метровке брассом, в то время как Нил Брукс, пловец вольным стилем, и Марк Керри, пловец на спине, вылетели в полуфиналах в своих видах плавания на той же дистанции, а другой пловец вольным стилем, Марк Тонелли, был вынужден плыть в эстафете баттерфляем.

## Соревнование

### Отборочные заплывы
Мужская комбинированная эстафета была запланирована в СК «Олимпийский» на четверг, 24 июля, пятый день соревнований по плаванию. Квалификация начиналась в 11:00, финал — в 21:00. В первом заплыве, явные фавориты, шведы, были дисквалифицированы, а во втором австралийцы и СССР успешно прошли квалификацию. Ввиду глубины состава своей сборной, Советский Союз выставил запасной состав на квалификацию, тогда как Австралия могла позволить отдохнуть только Марку Керри, предоставив возможность Глену Пэтчингу плыть этап на спине вместо Марка. Хозяева Игр уверенно выиграли у австралийцев на первых 3 этапах. На четвёртом этапе. который плывут вольным стилем, Нил Брукс отыграл 1.34 секунды, но ему не хватило 0.13 секунд, чтобы догнать Сергея Красюка, плывшего за СССР. Тем не менее, австралийцы квалифицировались со 2 места, третье место, в 2 секундах отставания от СССР, заняли венгры. Победитель первого квалификационного заплыва, сборная Великобритании, проплыла медленнее сборной ГДР, занявшей во втором квалификационном заплыве 4 место и отставшей от СССР на 3 секунды.

### Финал
Перед заплывом австралиец Эванс использовал возможность получить психологическое преимущество над соперниками, подойдя один на один к британцу Гудхью и сказав ему, что «мы выиграем», чем очень его расстроил. Тонелли, самый старший член австралийской сборной (на момент заплыва ему было 23), собрал всю команду и попросил каждого её члена проплыть свой этап за определённое время; Керри пообещал проплыть этап на спине за 57 секунд, Эванс брассом — за 1 минуту и 3 секунды, сам Тонелли баттерфляем — за 54 секунды и Брукс вольным стилем — за 49.8 секунд, даже несмотря на то, что прежде он никогда не проплывал эту дистанцию менее чем за 51 секунду. Четвёрка, названная Тонелли Quietly Confident Quartet, показывала хладнокровие перед финальным этапом. В то время как члены остальных сборных, находившиеся в зоне подготовки, были взбудоражены, австралийцы оставались спокойными и уверенными в своём результате.
Первый этап у австралийцев плыл Керри, который смог проплыть дистанцию за меньшее время, чем в личной гонке. Он закончил свой этап с результатом 57.87 секунд, тем самым Австралия показала четвёртый результат на первом этапе. Первым пришёл Кузнецов с результатом 56.81 секунд, Венгрия и Великобритания пришли второй и третьей соответственно. Франция пришла последней, показав результат 58.84 секунды. На втором этапе Эванс установил личный рекорд, проплыв свой этап за 63.01 секунд и показав самый высокий результат на этом этапе среди всех участников, обогнав ближайшего конкурента на 0.63 секунды. Таким образом, Австралия после половины всей дистанции стала второй с отставанием в 0.45 секунды от сборной Советского Союза и с преимуществом в полсекунды над британцами и венграми. Остальные команды уже, по сути, выбыли из конкуренции на медали, поскольку шедшая на пятом месте сборная ГДР отставала от лидеров на две секунды. Тонелли проплыл свой этап за 54.94 секунды. Тонелли начал терять скорость на последних 50 метрах и отставать от конкурента на целый корпус, прежде чем он сделал рывок и сократил расстояние до метра к финишу. Тем не менее, Тонелли проплыл дистанцию с таким результатом, что, если бы он участвовал в индивидуальных соревнованиях на 100 метрах баттерфляем, он занял бы второе место. Несмотря на то, что он проплыл на 0.36 секунды медленнее Середина и увеличил отставание от советской сборной до 0.81 секунды, Тонелли смог сохранить шанс на победу для австралийской сборной. К тому же, сборная Австралии была более чем на секунду впереди шедшей третьей Великобритании.
Брукс начал свой этап своевременным дальним прыжком, благодаря чему он сразу же догнал советского пловца Коплякова. Они подошли с одинаковыми результатами к середине этапа, после чего Брукс сильно оттолкнулся от стенки и вышел вперёд. Копляков нагнал австралийца за 25 метров до финиша, после чего Брукс снова ушёл в отрыв, который советская сборная не смогла отыграть, проиграв в итоге с разницей в 0.22 секунды. Последние десять метров австралиец не дышал, и, по его словам, смеялся последние пять метров, будучи уверенным в своей победе. Брукс проплыл свой этап за 49.86 секунд — более чем на полсекунды быстрее, чем Йорг Войте из ГДР, выигравший «золото» в индивидуальной дисциплине.

## Результаты

### Квалификационные заплывы
| Q   | Команда квалифицировалась в финал |
| DSQ | Команда была дисквалифицирована   |

| Место | № заплыва | Страна         | Спина                     | Брасс                         | Баттерфляй               | Вольный стиль         | Итог    | Прим. |
| ----- | --------- | -------------- | ------------------------- | ----------------------------- | ------------------------ | --------------------- | ------- | ----- |
| 1     | 2         | СССР           | Владимир Шеметов 58.02    | Александр Федоровский 1:03.91 | Алексей Марковский 55.17 | Сергей Красюк 51.73   | 3:48.83 | Q     |
| 2     | 2         | Австралия      | Глен Пэтчинг 58.56        | Питер Эванс 1:03.96           | Марк Тонелли 56.03       | Нил Брукс 50.39       | 3:48.94 | Q     |
| 3     | 2         | Венгрия        | Шандор Владар 57.51       | Янош Дзвоньяр 1:03.80         | Золтан Веррасто 56.19    | Габор Месарош 53.04   | 3:50.54 | Q     |
| 4     | 2         | ГДР            | Дитмар Гёринг 58.43       | Йорг Вальтер 1:05.63          | Роджер Питтель 55.24     | Франк Кюне 52.10      | 3:51.40 | Q     |
| 5     | 1         | Великобритания | Пол Маршалл 59.04         | Данкан Гудхью 1:04.44         | Дэвид Лоу 56.03          | Марк Тейлор 51.75     | 3:51.66 | Q     |
| 6     | 2         | Нидерланды     | Фред Эфтинг 58.20         | Алберт Бонстра 1:05.28        | Кес Верворн 55.32        | Кес Ян Винкел 53.53   | 3:52.33 | Q     |
| 7     | 1         | Франция        | Фредерик Делькур 59.38    | Оливье Борьос 1:05.84         | Ксавье Савен 55.85       | Рене Экюйе 51.86      | 3:52.87 | Q     |
| 8     | 2         | Бразилия       | Ромуло Арантес 58.27      | Сержио Пинто Рибейро 1:06.03  | Клаудио Кестенер 57.03   | Сиру Делгаду 51.99    | 3:53.32 | Q     |
| 9     | 1         | Испания        | Мойсес Гонсальвес 1:01.20 | Густаво Торрихос 1:05.96      | Давид Лопес-Суберо 55.04 | Рамон Лавин 52.59     | 3:54.79 |       |
| 10    | 1         | Болгария       | Бранимир Попов 1:01.06    | Пламен Дончев 1:07.12         | Юлиан Василев 58.03      | Цветан Голомеев 52.14 | 3:58.35 |       |
| 11    | 1         | Ангола         | Фернанду Лопеш 1:14.06    | Франсишку Сантуш 1:17.50      | Маркуш Даниэл 1:04.35    | Жорже Лима 59.20      | 4:35.11 |       |
| —     | 1         | Швеция         | Микаэль Сёдерлунд DSQ     | Петер Берггрен —              | Пер-Альвар Магнуссон —   | Пер Хольмерц —        | —       | DSQ   |
| —     | 2         | Вьетнам        | Фам Ван Тхань 1:06.99     | Нгуен Мань Туан 1:10.75       | Тон Туон Нгок 1:02.44    | То Ван Ве DSQ         | —       | DSQ   |

### Финал
| Место | Страна         | Спина                  | Брасс                        | Баттерфляй             | Вольный стиль         | Итог    |
| ----- | -------------- | ---------------------- | ---------------------------- | ---------------------- | --------------------- | ------- |
|       | Австралия      | Марк Керри 57.89       | Питер Эванс 1:03.01          | Марк Тонелли 54.94     | Нил Брукс 49.86       | 3:45.70 |
|       | СССР           | Виктор Кузнецов 56.81  | Арсен Мискаров 1:03.64       | Евгений Середин 54.58  | Сергей Копляков 50.89 | 3:45.92 |
|       | Великобритания | Гэри Абрахам 57.72     | Данкан Гудхью 1:03.73        | Дэвид Лоу 55.57        | Мартин Смит 50.69     | 3:47.71 |
| 4     | ГДР            | Дитмар Гёринг 58.34    | Йорг Вальтер 1:05.14         | Роджер Питтель 55.11   | Йорг Войте 49.66      | 3:48.25 |
| 5     | Франция        | Фредерик Делькур 58.84 | Оливье Борьос 1:05.14        | Ксавье Савен 55.07     | Рене Экюйе 50.14      | 3:49.19 |
| 6     | Венгрия        | Шандор Владар 57.30    | Янош Дзвоньяр 1:04.12        | Золтан Веррасто 55.72  | Габор Месарош 53.15   | 3:50.29 |
| 7     | Нидерланды     | Фред Эфтинг 58.37      | Алберт Бонстра 1:05.49       | Кес Верворн 54.92      | Кес Ян Винкел 53.03   | 3:51.81 |
| 8     | Бразилия       | Ромуло Арантес 57.99   | Сержио Пинто Рибейро 1:05.68 | Клаудио Кестенер 56.33 | Жоржи Фернандис 52.24 | 3:53.24 |

## После соревнований
С общим результатом в 3 минуты и 45.7 секунд, мужская сборная Австралии выиграла свою первую золотую медаль в олимпийских комбинированных эстафетах (как среди мужчин, так и среди женщин), что до сих пор остаётся единственным случаем, когда соревнования в этой дисциплине выиграла не сборная США. После окончания финального заплыва команда запрыгнула в бассейн, где и дала потом интервью. Тонелли отметил, что он «полностью ошеломлён; после всех трудностей и моих наставлений товарищам по команде, мы прорвались и добились победы». Капитан женской сборной Лиза Форрест назвала победу «золотой медалью, которой не должно было быть». Эванс сказал, что «Это было невероятно, но логично. Я был настолько счастлив. что не мог молчать.», в то время как Брукс посвятил победу своей матери, умершей в прошлое Рождество.
Перед соревнованиями члены австралийской сборной были под политическим давлением из-за их отказа присоединиться к бойкоту Игр в Москве, но под давлением прессы и общественности, премьер-министр Австралии Малколм Фрейзер отправил членам сборной поздравительную телеграмму. В 2000 году Эванс сказал, что «мы были вьетнамскими ветеранами олимпийского движения».
По возвращении в Австралию, Эванс и Брукс встретили холодный приём в Перте. Мэр Перта Фред Чейни отказался встречаться со спортсменами по политическим соображениям, однако мэр Фримантла Уильям Олбани Маккензи принял медалистов вместо него. Впоследствии Брукс встретился и с премьер-министром Фрейзером. После того, как Брукс получил на родине признание, спортсмен закончил спортивную карьеру, поскольку «его „золото“ поубавило желания к дальнейшим успехам».
После Игр в Москве австралийская четвёрка больше никогда не участвовала в таком же составе: Тонелли, например, закончил карьеру сразу после Игр. Австралийцы заняли третье место в комбинированной эстафете на Играх 1984 года, где чемпионами вновь стали американцы. Только Эванс и Керри принимали участие в финале соревнований, в то время как Брукс плавал в квалификационном заплыве. Эванс и Керри завершили карьеру после Игр-1984, а Брукс — в 1986 году, тем самым так называемый Quietly Confident Quartet ушёл с мировой и австралийской арены.